# Whitepetals
「whitepetals」（ホワイトペタルズ）は、ChouChoの1作目の配信限定シングル。2014年11月26日にLantisからリリースされた。

## 概要
初の配信限定シングルで、「君へ贈る魔法」「Starting up」「大切な宝物」の3曲を収録している。ChouChoのシングルでタイトルが曲名と異なるのは今回が初めてである。
また、自身初のトリプルタイアップシングルとなっており、1曲目の「君へ贈る魔法」が劇場アニメ『サンタ・カンパニー』の主題歌、2曲目の「Starting up」が自転車漫画『ろんぐらいだぁす!』のイメージソング、3曲目の「大切な宝物」がOVA『翠星のガルガンティア ～めぐる航路、遥か～』のエンディングテーマとしてそれぞれ使用された。
2015年2月27・28日、東京・渋谷 duo MUSIC EXCHANGEにて本作のタイトルを冠したワンマンライブ『ChouCho Live 2015 ～whitepetals～』を開催した。

## シングル収録内容
| #         | タイトル         | 作詞      | 作曲      | 編曲      | 時間  |
| --------- | ---------------- | --------- | --------- | --------- | ----- |
| 1.        | 「君へ贈る魔法」 | 糸曽賢志  | rino      | 清水哲平  | 4:25  |
| 2.        | 「Starting up」  | rino      | rino      | h-wonder  | 4:23  |
| 3.        | 「大切な宝物」   | ChouCho   | h-wonder  | h-wonder  | 4:27  |
| 合計時間: | 合計時間:        | 合計時間: | 合計時間: | 合計時間: | 13:15 |

## 収録アルバム
| 曲名         | 収録アルバム                 | 発売日        |
| ------------ | ---------------------------- | ------------- |
| 君へ贈る魔法 | ChouCho ColleCtion "bouquet" | 2016年5月25日 |
| Starting up  | ChouCho ColleCtion "bouquet" | 2016年5月25日 |
| 大切な宝物   | ChouCho ColleCtion "bouquet" | 2016年5月25日 |